# 1. Flakscheinwerfer-Division
A 1. Flakscheinwerfer-Division (em português: Primeira Divisão de Holofotes) foi uma divisão de defesa antiaérea da Luftwaffe durante a Alemanha Nazi, que prestou serviço na Segunda Guerra Mundial. Esta divisão providenciava a operação de holofotes para as zonas alvo de ataques nocturnos, na Holanda e na Bélgica.

## Comandantes
- Alfons Luczny, (29 de julho de 1940 - 31 de janeiro de 1942)[2]